# کیکو لوریرو
پدرو هنریکه «کیکو» لوریرو (انگلیسی: Pedro Henrique "Kiko" Loureiro؛ زادهٔ ۱۶ ژوئن ۱۹۷۲) گیتاریست برزیلی است. او عضو چندین گروه هوی متال از جمله آنگرا و مگادث بوده است.
لوریرو در خصوص جدایی از مگادث گفت: «من دو گزینه مناسب داشتم: بودن در مگادث یا نبودن. من زندگی شخصی‌ام را انتخاب کردم. پشیمان نیستم.»

## زندگی شخصی
لوریرو در سال ۲۰۱۱ با ماریا ایلمونیمی، پیانیست و نوازنده کیبورد فنلاندی، ازدواج کرد. این دو در طول دوران حضور لوریرو در تور جهانی تاریا تورونن در سال ۲۰۰۸ با هم آشنا شدند. اولین دختر آن‌ها، در ۲۹ سپتامبر ۲۰۱۱ به دنیا آمد. در ۲۱ نوامبر ۲۰۱۶، آن‌ها از به دنیا آمدن دوقلوهایشان خبر دادند. این خانواده در سال ۲۰۲۰ به فنلاند نقل مکان کردند.
لوریرو گیاه‌خوار است. او در گذشته گیاهخواری مطلق را امتحان کرده بود، اما پس از شش ماه به گیاه‌خواری روی آورد.